# Menet
Menet é uma comuna francesa na região administrativa de Auvérnia-Ródano-Alpes, no departamento de Cantal. Estende-se por uma área de 29,62 km². Em 2010 a comuna tinha 567 habitantes (densidade: 19,1 hab./km²).